# 矮化剤
矮化剤（わいかざい）とは、植物の成長を抑制して草姿を改善する薬剤の総称で、植物成長抑制剤ともいう。主に園芸分野において使われる用語である。
矮化剤は主として茎の伸長を抑制し、葉や花など他の器官にはあまり作用しない。茎の伸長を抑制するだけでなく、分枝の発生を促進する作用を持つものもある。ホスキン、アンシミドール、ダミノジッド（ビーナイン）、クロロコリンクロリド (CCC)、パクロブトラゾール、ウニコナゾールなどがあり、土壌灌注または植物体散布される。効果は植物の種類によってまちまちなので、使用する際には植物ごとに適切な薬剤の種類や濃度、時期、回数などをよく調べて調整する必要がある。